# Prefix telefonic 928 (Statele Unite ale Americii)

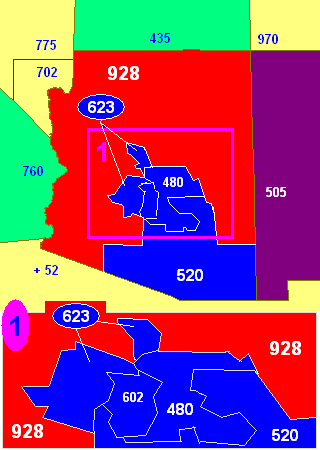
Harta prefixelor telefonice ale statului Arizona, având colorată în roșu zona acoperită de prefixul 928 și cu albastru zonele celorlalte patru prefixe telefonice ale Arizonei, 480, 520, 602 și 623.

Prefixul telefonic 928 nord-american face parte din cele folosite în Canada și Statele Unite ale Americii fiind unul din cele cinci prefixe telefonice (alături de 480, 520, 602 și 623) folosite în statul Arizona.  
Prefixul 928 a fost format la data de 23 iunie 2001 prin scindarea prefixului 520, care la vremea aceea acoperea tot statul Arizona cu excepția Comitatului Maricopa.  Motivul scindării fostului prefix telefonic 520 a fost creșterea explozivă a populației statului în trei zone urbane ale Arizonei, Tucson, Yuma și Flagstaff, care sunt situate în afara zonei metropolitane Phoenix, care acoperă mare parte a comitatului Maricopa. 
Astăzi, prefixul 928 acoperă nordul statului Arizona, precum și porțiuni din însemnate din estul, respectiv tot vestul și puțin din sud-vestul acestuia.  Astfel, sunt acoperite întreaga zonă nordică a statului, existentă în jurul Marelui Canion al fluviului Colorado, orașele Flagstaff, Kingman, Prescott și Yuma, respectiv zonele adiacente acestora și mare parte a comitatului Greenlee. 
| Prefixele telefonice ale statului american Arizona sunt 480, 520, 602, 623 și 928. | Prefixele telefonice ale statului american Arizona sunt 480, 520, 602, 623 și 928. | Prefixele telefonice ale statului american Arizona sunt 480, 520, 602, 623 și 928. |
| --- | ---------------------------------------------------------------------------------- | ---------------------------------------------------------------------------------- |
| | Nord 435, 970                                                                      |                                                                                    |
| Vest 702, 760, 775 | Prefix telefonic 928                                                               | Est 505                                                                            |
| | Sud 602, 623, 480, 520, Prefix telefonic național + 52 pentru Mexic                |                                                                                    |
| Prefixele telefonice ale statului american California sunt: 209, 213, 310, 323, 408, 415, 424, 510, 530, 559, 562, 619, 626, 650, 661, 707, 714, 760, 805, 818, 831, 858, 909, 916, 925, 949 și 951. |                                                                                    |                                                                                    |
| Prefixele telefonice ale statului american Colorado sunt: 303, 719, 720 și 970. |                                                                                    |                                                                                    |
| Prefixele telefonice ale statului american New Mexico sunt 505 și 575. |                                                                                    |                                                                                    |
| Prefixele telefonice ale statului american Nevada sunt 702 și 775. |                                                                                    |                                                                                    |
| Prefixele telefonice ale statului american Utah sunt 385, 435 și 801. |                                                                                    |                                                                                    |